# Hebreu samarità
L'hebreu samarità és una tradició de lectura per a l'hebreu bíblic tal com la practiquen els samaritans per a la lectura del Pentateuc que ells posseeixen. La seva pronunciació és molt semblada a la de l'àrab que parlen, el qual usen per a l'oració.

## Escriptura

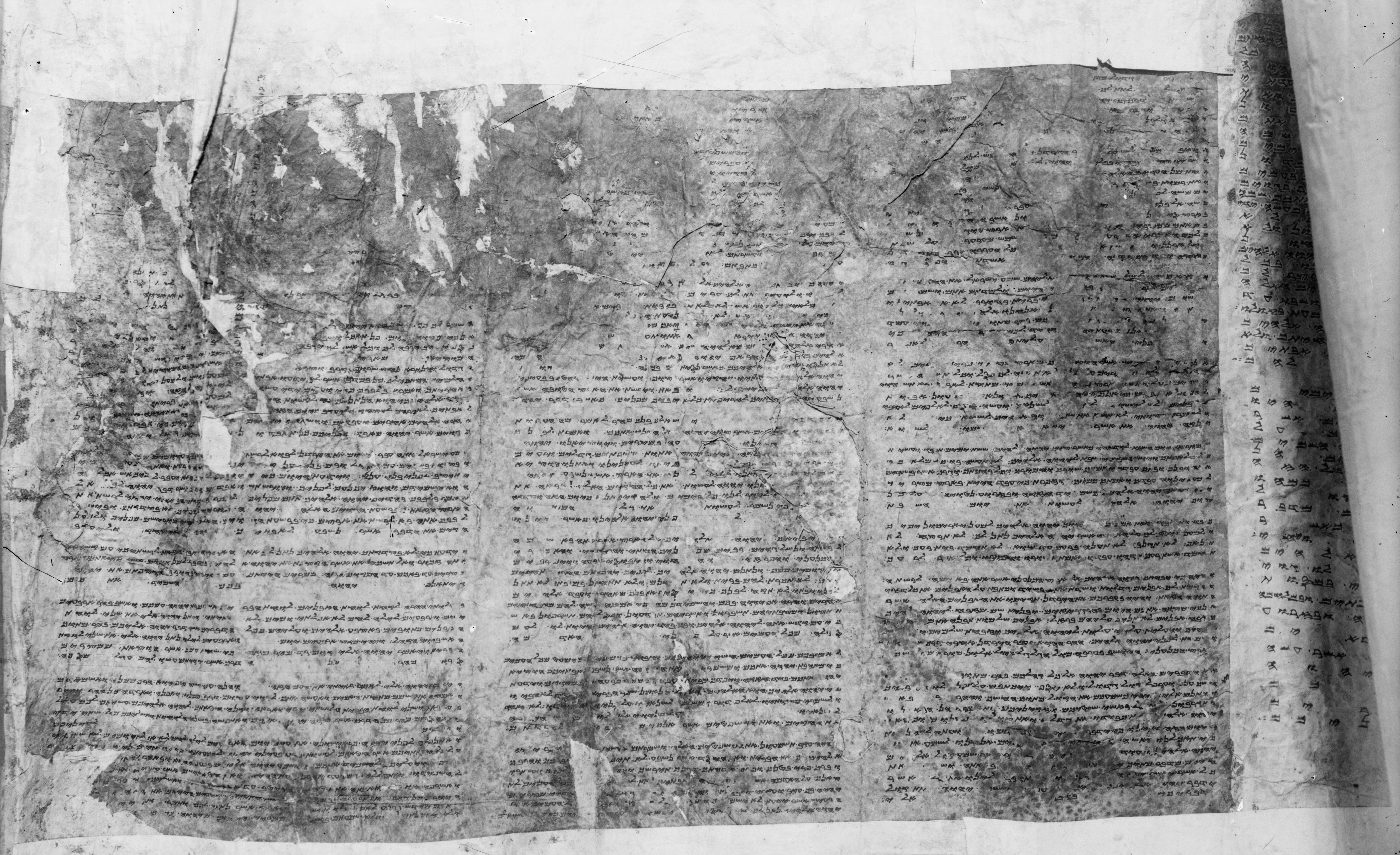
Detall del Pentateuc Samarità de Nebil en hebreu samarità.

L'hebreu samarità s'escriu amb l'alfabet samarità, una escriptura que va evolucionar directament de l'alfabet paleohebreu, l'origen del qual d'aquest últim està en l'alfabet fenici. A diferència de tots els altres dialectes de l'hebreu, els quals s'escriuen amb l'alfabet hebreu, una versió de l'alfabet arameu.

## Fonologia

### Consonants
|             |             | Labials | Alveolars  | Alveolars | Alveolars | Alveolars  | Prepalatals | Palatals | Velars~Uvulars | Velars~Uvulars | Velars~Uvulars | Farín- gies | Glotals |
| planes      | planes      | planes  | emfàtiques | planes    | planes    | emfàtiques | Prepalatals | Palatals |                |                |                | Farín- gies | Glotals |
| ----------- | ----------- | ------- | ---------- | --------- | --------- | ---------- | ----------- | -------- | -------------- | -------------- | -------------- | ----------- | ------- |
| Nasals      | Nasals      | m       | n          | n         | n         |            |             |          |                |                |                |             |         |
| Plosiva     | Sorda       |         | t          | t         | t         | tˤ         |             |          | k              | k              | q              |             | ʔ       |
| Plosiva     | Sonora      | b       | d          | d         | d         |            |             |          | ɡ              | ɡ              |                |             |         |
| Fricatives  | Sorda       | f       | s          | s         | s         | sˤ         | ʃ           |          |                |                |                |             |         |
| Fricatives  | Sonora      |         | z          | z         | z         |            |             |          |                |                |                | ʕ           |         |
| Aproximants | Aproximants |         | l          | l         | l         |            |             | j        | w              | w              |                |             |         |
| Vibrants    | Vibrants    |         | r          | r         | r         |            |             |          |                |                |                |             |         |

L'hebreu samarità mostra les següents diferències consonàntiques pel que fa a l'hebreu bíblic usat pels jueus:
- Les consonants primordials */b/, /g/, /d/, /k/, /p/ i /t/ manquen d'al·lòfons fricativitzats, malgrat que, almenys, algunes en tinguessin al principi, com ho demostra la preposició "en": ב- /af/ o /b/.
- /p/ es va transformar en /f/, excepte quan de vegades */pː/ > /bː/.
- /w/ es va transformar en /b/ en tots els casos, menys en la conjunció ו- 'i', que es pronuncia /w/.
- /l/ es va fusionar amb /ʃ/, a diferència de totes les altres tradicions hebrees contemporànies en què es pronuncia com a /s/.
- Les guturals /ʔ/, /ħ/, /h/ i /ʕ/ s'han transformat en /ʔ/ o han emmudit per a qualsevol cas, menys davant de /a/ o /ɒ/ on */ħ/ o /ʕ/ de vegades es converteixen en /ʕ/.
- /q/ de vegades es pronuncia com a [ʔ], encara que no en la lectura del Pentateuc, a causa de la influència àrab.[3]

En una lectura ràpida, rares vegades pot arribar a passar que /q/ també es pronunciï com [χ].

### Vocals
La durada vocàlica és diferenciadora, p. ex. /rɒb/ רב 'gran' contra /rɒːb/ רחב 'ample'. Les vocals llargues comunament són el resultat de l'elisió de consonants guturals.
|          | Anteriors | Posteriors |
| -------- | --------- | ---------- |
| Tancades | i iː      | u uː       |
| Mitjanes | e eː      | (o)        |
| Obertes  | a aː      | ɒ ɒː       |
| Reduïdes | (ə)       | (ə)        |

La /i/ i la /i/ es pronuncien com [ə] en síl·labes tancades posttòniques, p. ex. /bit/ בית 'casa' /ˈabbət/ הבית 'la casa', /ger/ גר /ˈaggər/. En altres casos, /i/ accentuada canvia a /i/ quan aquesta síl·laba ja no s'accentua, ex. /dabˈbirti/ דברתי a diferència de דברתמה /dabberˈtimma/. /u/ i /o/ solament s'alternen en síl·labes obertes posttòniques, ex. ידו /ˈjedu/ 'la seva mà' ידיו /ˈjedu/ 'les seves mans', on /o/ és el resultat d'un diftong contret. En altres casos, /o/ apareix en síl·labes tancades i /o/ en síl·labes obertes, ex. דור /dor/ דורות /duro/.

### Accentuació
L'accent en general difereix al de les altres tradicions, ja que normalment recau en la penúltima i de vegades última síl·laba.

## Gramàtica

### Pronoms

#### Personals
| Jo           | anáki                         |
| Tu (masculí) | átta                          |
| Tu (femení)  | átti (fixi's en la iod final) |
| ell          | û                             |
| ella         | î                             |
| nosaltres    | anánu                         |
| vosaltres    | attímma                       |
| vosaltres    | éttên                         |
| ells         | ímma                          |
| elles        | ínna                          |

#### Demostratius
Això masc. ze, fem. zéot, pl. ílla.
Allò alaz (escrit amb una he al començament).

#### Relatius
Qui, que: éšar.

#### Interrogatius
Qui = mi, què = ma.

### Substantiu
Quan s'afegeixen sufixos, la ê i ô de l'última síl·laba poden convertir-se en î i û: bôr (en jueu bohr) "foradada" > búrôt "foradades". I af "enuig" > éppa "el seu enuig".
Els segolats es comporten més o menys com en altres dialectes hebreus: beţen "estómac" > báţnek "el teu estómac", ke′seph "plata" > ke′sefánu (hebreu judaic kaspe′nu) "nostra plata", dérek "camí" > dirkakimma "els vostres camins", però áreş (en hebreu judaic: ’i′rets) "terra" > árşak (hebreu judaic ’arts-ekha) "la teva terra".

#### Article
L'article definit és a- o e-, i causa geminació de la consonant que li segueix, excepte quan és gutural. S'escriu amb una he, la qual no obstant això sol ser muda. Per això, per exemple: énnar / ánnar = "el jove"; ellêm = la carn", a'émur = "l'ase".

#### Nombre
Els sufixos regulars de plural són fem., -êm (hebreu judaic -im), masc., -ôt (hebreu judaic -oth). Exemples: eyyamêm "els dies", elamôt "somnis".
El dual a vegades és ayem (hebreu judaic: a′yim), ex. šenatayem "dos anys", però generalment és -êm com en yédêm "mans" (hebreu judaic yadhayim).

### Tradició del Nom Diví
Els samaritans tenen la tradició de lletrejar-ho en les lletres samaritanes: "Yohth, Ie', Baa, Ie’"
o dir "Shema" que significa "El Nom (Diví)" en arameu, que s'assembla a l'hebreu judaic "Ha-Shem".

### Verbs
Els afixos són:
| Perfet    | Imperfet |           |
| Jo        | -ti      | e-        |
| Tu (m.)   | -ta      | ti-       |
| Tu (f.)   | -ti      | ?         |
| ell       | -        | yi-       |
| ella      | -a       | ti-       |
| nosaltres | ?        | ne-       |
| vosaltres | -tímma   | te- -un   |
| vosaltres | -tên     | ?         |
| ells      | -o       | yi- -u    |
| elles     | ?        | ti- -inna |

### Preposicions
"en, mitjançant", pronunciades:
- b- davant d'una vocal o, per tant, una anterior gutural: b-érbi = "amb una espasa"; b-íšla teva "amb la seva esposa".
- ba- davant una consonant bilabial: bá-bêt (hebreu judaic: ba-ba′yith) "en una casa", ba-*mádbar "a la muntanya".
- ev- davant una altra consonant: ev-lila "en una nit", ev-dévar "mitjançant la cosa".
- ba-/be- davant l'article definit ("el"): barrášet (hebreu judaic: bere’•shith′) "en el principi"; béyyôm "en el dia".

"com, segons", pronunciades:
- ka sense l'article: ka-demútu "a la seva semblança".
- ke amb l'article: ké-yyôm "com el dia".

"a, per" pronunciades:
- l- davant una vocal: l-ávi "al meu pare", l-évad "a l'esclau"
- el-, al- davant una consonant: al-béni "als fills (de)"
- le- davant l: le-léket "a anar"
- l- davant l'article definit: lammúad "en el temps assenyalat"; la-şé'on "al ramat"

"y" pronunciada:
- w- davant consonants: wal-Šárra "i a Sara"
- u- davant vocals: u-yeššeg "i ell va sostenir".

Altres preposicions:
- al: cap a
- elfáni: abans
- bêd-o: per a ell
- elqérôt: contra
- balêd-i: menys jo

### Conjuncions
- u: o
- em: si, quan
- avel: però

### Adverbis
- la: no
- kâ: també
- afu: també
- ín-ak: faltar
- ífa (ípa): on
- méti: quan
- fâ: aquí
- šémma: allà
- mittét: a baix